# Episkop

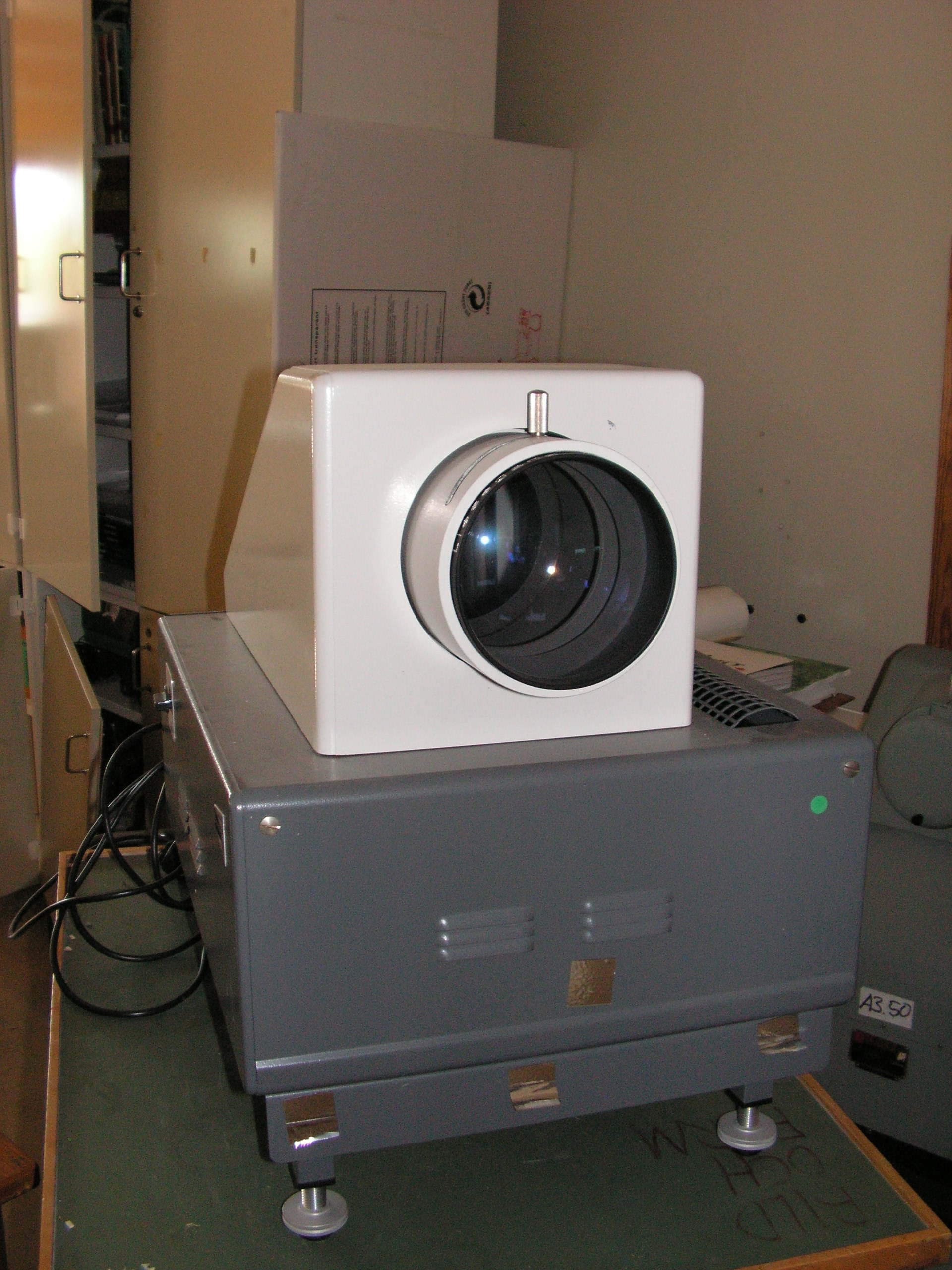
Episkop skoptikon

Episkop (gr. επι – na + σκοπεω – patrzę) – urządzenie umożliwiające rzutowanie (wyświetlanie) na ekran projekcyjny lub np. ścianę pomieszczenia obrazu powstającego poprzez odbicie od oświetlonego materiału do prezentacji, co umożliwia przedstawienie go w powiększeniu np. stron papierowych wydawnictw (gazet, książek itp.) lub specjalnie w tym celu wykonanych plansz.
Episkop jest protoplastą bardziej uniwersalnego urządzenia – epidiaskopu, który w jednej obudowie łączy episkop z diaskopem umożliwiając także prezentację w powiększeniu materiałów, które można oświetlić światłem przez nie przechodzącym (np. różnego rodzaju folie).